# Murray Gell-Mann
Murray Gell-Mann (15 tháng 9 năm 1929 – 24 tháng 5 năm 2019, phát âm /ˈmʌriː ˈɡɛl ˈmæn/) là một nhà vật lý người Mỹ. Ông được trao Giải Nobel Vật lý năm 1969 cho những nghiên cứu lý thuyết về các hạt cơ bản.
Ông đã thiết lập ra mô hình quark cho các hadron cộng hưởng, và đưa ra đối xứng hương SU(3) cho các hạt quark nhẹ (u, d), và mở rộng spin đồng vị cho quark lạ, nhờ đó mà quark là được khám phá ra. Ông khám phá ra lý thuyết V-A của các neutrino chiral cùng với nhà vật lý Richard Feynman. Ông sáng tạo ra đại số dòng (current algebra) vào thập niên 1960 như là một phương pháp để tiên đoán từ mô hình quark khi chưa có một lý thuyết hoàn chỉnh, những tiên đoán lý thuyết của ông đã được thực nghiệm xác nhận.
Gell-Mann cùng với Maurice Levy đã khám phá ra mô hình sigma cho các hạt pion, lý thuyết miêu tả tương tác của các pion có năng lượng thấp. Bằng cách sửa đổi mô hình quark có điện tích nguyên của Han và Nambu, Fritzsch và Gell-Mann lần đầu tiên đã đưa ra được mô hình lý thuyết hiện đại được chấp nhận về Sắc động lực học lượng tử mặc dù lý thuyết của hai ông không tuân theo đặc tính tự do tiệm cận.
Gell-Mann cũng đưa ra lý thuyết see-saw cho khối lượng của neutrino, cho phép sinh ra khối lượng tại thang đo nghịch đảo-GUT trong bất kỳ một lý thuyết nào về neutrino định hướng phải (right-handed), như mô hình SO(10). Ông còn là người đóng vai trò quan trọng trong việc duy trì sự tồn tại của lý thuyết dây trong thập niên 1970, khi mà sự ủng hộ lý thuyết này còn ít ỏi và ít người biết đến lý thuyết này.